# 索耶 (明尼蘇達州)
索耶（英語：Sawyer）是位於美國明尼蘇達州卡爾頓縣北卡爾頓的一個非建制地區。

## 歷史
索耶的郵局於1891年設立。此地由一名鐵路公司老闆命名。

## 地理
索耶所處的海拔為高於海平面405米（即1329英呎），而該地所採用的時區為UTC-6，即北美中部時區（CST）。同時該地設有夏令時間，為UTC-6調快一小時，即UTC-5（CDT）。